# Gary Reed
Gary Thomas Reed (né le 25 octobre 1981 à Corpus Christi) est un athlète canadien, spécialiste du 800 mètres. Il mesure 1,75 m pour 66 kg et son club est le Pacific Athletics. Entraîné par Wynn Gmitroski, il devient vice-champion du monde en 2007.

## Biographie
Né dans le Texas, d'un père qui pratique le football américain, Gary Reed suit sa mère, native de la Colombie-Britannique, au Canada après la séparation de ses parents. Au début de sa carrière, Gary Reed se consacre au 400 mètres. Il termine 3e des championnats du Canada en 2001 à Edmonton, et est sélectionné pour les championnats du monde, qui se déroulent dans la même ville. Il participe au relais 4 × 400 m emmené par Shane Niemi, mais échoue au stade des séries. La même année, il monte sur le double tour de piste, sous la direction de Wynn Gmitroski à Victoria.
En 2003, il remporte le titre national à Victoria, mais échoue en séries du 800 mètres des championnats du monde de Saint-Denis.
En 2004, il remporte le meeting de la KBC Night of Athletics en 1 min 44 s 92, ce qui fait de lui le premier Canadien sous les 1 min 45 au 800 mètres, et le nouveau détenteur du record national, améliorant les 1 min 45 s 05 réalisés par Achraf Tadili en 2003. Aux Jeux olympiques, il remporte sa série puis est éliminé en demi-finale. L'année suivante, il abaisse plusieurs fois la meilleure marque nationale : à Eugene en juin puis à Oslo en juillet, enfin à Helsinki, où en demi-finale des championnats du monde il réussit 1 min 44 s 33 dans la troisième série, avant de terminer 8e et dernier de la finale.
L'année 2006 voit le Canadien continuer sa progression vers le plus haut niveau, avec un nouveau record du Canada, 1 min 44 s 16, à Lausanne, derrière le Kényan Alfred Kirwa Yego. En fin de saison, Gary Reed passe sous la barre des 1 min 44 à l'occasion du meeting de Rieti. Il termine 4e à la coupe du monde des nations, concourant pour les Amériques. 
Aux championnats du monde de 2007 à Osaka, il remporte sa série, puis sa demi-finale. La finale voit une course tactique, emmenée par le Canadien en 55 s 08 aux 400 mètres. Attaqué par l'Ougandais Abraham Chepkirwok, il reprend la tête à l'entrée de la dernière ligne droite, mais se fait finalement dépasser par Yego, pour un centième de seconde. Il remporte la médaille d'argent, faisant mieux que Freddie Williams, le seul Canadien avant lui à avoir atteint la finale du 800 mètres des championnats du monde, qui avait terminé 6e en 1993.
En 2008, Gary Reed remporte pour la cinquième fois les championnats du Canada sur 800 mètres, en battant Achraf Tadili. Il se qualifie ainsi pour ses deuxièmes Jeux olympiques. Le 29 juillet, au meeting Herculis de Monaco, il bat une dernière fois son record national. En 1 min 43 s 68, il termine quatrième d'une course remportée par le Russe Yuriy Borzakovskiy. Lors de la finale olympique à Pékin, il aborde le deuxième tour en dernière position et échoue à la 4e place, derrière Wilfred Bungei, Ismail Ahmed Ismail et Yego.
En 2009, il remporte le Harry Jerome à Burnaby, les championnats du Canada pour la 6e fois, le meeting London Grand Prix. Pour ses cinquièmes championnats du monde, il est éliminé au stade des demi-finales. A la Finale mondiale de l'athlétisme, il prend la 2e place, derrière le Kenyan David Rudisha.
Il prend sa retraite à l'issue de la saison 2010.

### Palmarès
| Date | Compétition                | Lieu          | Résultat | Performance   |
| ---- | -------------------------- | ------------- | -------- | ------------- |
| 2005 | Championnats du monde      | Helsinki      | 8e       | 1 min 46 s 20 |
| 2005 | Finale mondiale            | Monaco        | 8e       | 1 min 49 s 60 |
| 2006 | Coupe du monde des nations | Athènes       | 4e       | 1 min 45 s 54 |
| 2007 | Championnats du monde      | Osaka         | 2e       | 1 min 47 s 10 |
| 2008 | Jeux olympiques            | Pékin         | 4e       | 1 min 44 s 94 |
| 2009 | Finale mondiale            | Thessalonique | 2e       | 1 min 45 s 23 |

### Records
| Épreuve | Épreuve      | Performance      | Lieu         | Date            |
| ------- | ------------ | ---------------- | ------------ | --------------- |
| 800 m   | En plein air | 1 min 43 s 68 NR | Monaco       | 29 juillet 2008 |
| 800 m   | En salle     | 1 min 46 s 47    | Fayetteville | 14 février 2004 |